# Abdulally Esoofally
Abdulally Esoofally (Abdul Ali Yusuf Ali; * 1884 in Surat; † 1957) war ein indischer Filmpionier. Neben Jamshedji Framji Madan war er der wichtigste Filmvorführer der Frühzeit des indischen Films.
Abdulally Esoofally kaufte wie zur selben Zeit J. F. Madan ausländische Filmkopien und führte diese, ausgestattet mit Filmprojektor und Zelt, in einem Wanderkino vor, bis sie zerschlissen waren. Von 1908 bis 1914 zog er so durch Birma, Sumatra, Java, Singapur, Ceylon und Indien und machte das Kino in entlegenen Gegenden bekannt.
1914 ließ er sich in Bombay nieder und erwarb mit finanzieller Beteiligung von Ardeshir Irani die Kinos Alexandra Theatre und später das Majestic Theatre. Mit Irani verband ihn eine mehr als 40 Jahre andauernde unternehmerische Partnerschaft. Während Irani die Filmproduktion übernahm, kümmerte sich Esoofally um die kommerzielle Auswertung der Filme. Er war 1926 an der Gründung von Iranis Filmproduktionsgesellschaft Imperial Films beteiligt. In Esoofallys Majestic Theatre hatte am 14. März 1931 Alam Ara, der erste indische Tonfilm Premiere.
Ab 1946 war Abdulally Esoofally aktives Mitglied der Cinema Exhibitors Association of India.